# Carme Rovira
Carme Rovira Bertran (Santiago de Cuba, 1919 – Miami, 1997) fue bibliotecaria y ejerció de profesora de Biblioteconomía en la Universidad (1952–1954) y fue la directora de la biblioteca de la Universidad católica de Santo Tomás de Villanueva, en La Habana (1953–1960). Trabajó en la Organización de los Estados Americanos, como bibliotecaria especialista dentro del programa de fomento de bibliotecas y archivos. En 1978 asumió la dirección del programa de bibliotecas de la OEA hasta su jubilación en 1989.

## Biografía
Carme Rovira nació en una familia de exiliados catalanes en Cuba. Cuando Carme tenía cuatro o cinco años regresaron a Barcelona, en esta ciudad Carme cursó los primeros estudios en la Escuela Blanquerna. En 1936 tenía la intención de hacer las pruebas de ingreso a la Escuela de Bibliotecarias, pero el inicio de la guerra civil española se lo impidió: su familia se volvió a Cuba, donde tenía intereses económicos. En aquel país Rovira recibió la formación básica en biblioteconomía, en la Universidad de La Habana.  Culminó su carrera con un doctorado en Filosofía y Letras (1950–1952). Su tesis "Los epígrafes en el catálogo diccionario" fue dirigida por Jorge Aguayo y presentada en la Escuela de Bibliotecarios de la Universidad de La Habana. Dentro de la biblioteconomía, la especialización de Carme Rovira fue la catalogación y la clasificación, materias en las cuales llegó a ocupar un lugar muy destacado en el ámbito internacional. Durante su estancia en Cuba ejerció de profesora de Biblioteconomía en la Universidad (1952–1954) y fue directora de la biblioteca de la Universidad católica de Santo Tomás de Villanueva, en La Habana (1953–1960). También dirigió la revista profesional Cuba bibliotecológica, órgano del Asociación Nacional de Profesionales de Biblioteca de aquel país (1953–1960).
En 1960 cuando Fidel Castro llegó al poder en Cuba la familia se trasladó a los Estados Unidos. En Washington D. C., Rovira entró a trabajar en la Organización de los Estados Americanos(OEA), como bibliotecaria especialista dentro del programa de fomento de bibliotecas y archivos. En 1967 la OEA le publicó la primera edición de la Lista de encabezamientos de materia para bibliotecas -compilada por ella misma y Jorge Aguayo-. Más tarde esta obra sería la base a partir de la cual se elaboraría la Lista de encabezamientos de materia en catalán. En 1983 revisó la edición en español de las Reglas de catalogación angloamericanas, y en 1983-1984 tradujo al español la Sears: lista de encabezamientos de materia y a dirigir la 13.a edición de la obra. Todas estas herramientas eran básicas para los procesos técnicos en las bibliotecas en el ámbito del español. En 1978, Carme Rovira asumió la dirección del programa de bibliotecas de la OEA, sucediendo a Marietta Daniels Shepard, hasta su jubilación, en 1989. Después de jubilarse pasó a vivir a Miami hasta su muerte en 1997.